# IC 831
IC 831 је елиптична галаксија у сазвјежђу Береникина коса која се налази на листи објеката дубоког неба у Индекс каталогу.
Деклинација објекта је + 26° 28' 16" а ректасцензија 12h 52m 43,9s. Привидна величина (магнитуда) објекта IC 831 износи 14,4 а фотографска магнитуда 15,4. IC 831 је још познат и под ознакама MCG 5-30-113, CGCG 159-100, PGC 43708.